# Gustave Gain
Gustave Gain, né le 27 juin 1876 à Cherbourg, et mort le 26 mars 1945 à Paris 14e, est un chimiste et photographe français dont les autochromes ont été plusieurs fois exposés. Ce professeur au Muséum national d'histoire naturelle est l’oncle de Jean Rouch. Aux dires de ce dernier, c'est Gustave Gain qui lui a transmis sa passion de l'image et l'a formé à « voir ».

## Biographie

### La famille
Gustave André Auguste Gain est né à Cherbourg le 27 juin 1876. Son père Désiré Gain et sa mère Léonie Briard ont quatre enfants : Alice, Gustave, Luce et Louis. Désiré Gain commence sa carrière professionnelle en tant que dessinateur pour la Marine, avant de devenir conducteur de travaux publics, puis dessinateur pour la Compagnie des chemins de fer de l'Ouest. Gustave choisit d'étudier la chimie, s'installe à paris, passe son doctorat. Sa thèse sur l’acide hypovanadique, publiée en 1908 et conservée par la BnF, a fait l’objet de deux communications à l’Académie des sciences en 1907. Il devient professeur au Muséum national d'histoire naturelle. 
En 1902, il épouse Adeline Alleaume (1878-1972) dont il a deux fils : Pierre (1903-1983) et André (1907-1940). Son frère, Louis Gain, après avoir suivi ses traces au Muséum d'histoire naturelle, devient célèbre pour avoir participé à l'expédition du Pourquoi Pas ? en antarctique avec Jean-Baptiste Charcot. Sa sœur, Luce, épouse Jules Rouch, officier de marine et météorologue, qui a lui aussi fait partie de l'expédition en antarctique. Ils ont deux enfants : Geneviève et Jean. Jean Rouch (1917-2004) devient un cinéaste célèbre et a toujours insisté sur l'importance de son milieu familial et, notamment sur son oncle Gustave, auquel il rend hommage en disant : « Je ne suis pas photographe, mais je sais voir, je le dois à Gustave »,.

### La photographie et le cinéma
Dès ses vingt ans, Gustave Gain se passionne pour la photographie, tant au niveau des techniques qu'au niveau de la prise de vue. Il est membre de la Société française de photographie de laquelle il reçoit plusieurs prix pour son travail. Il utilise des plaques de verre, réalise des vues stéréoscopiques. En tant que chimiste, la technique des autochromes va particulièrement l'intéresser et il en réalisera  plusieurs dizaines. Sa famille est un de ses sujets de prédilection et il réalise de nombreux portraits de sa femme, ses fils, ses neveu et nièce. Les clichés témoignent d'un vie simple mais gaie et heureuse. Il travaille également la lumière en s'essayant à rendre compte de celle qui nimbe les plages de Normandie et de Bretagne. Il rapporte également beaucoup de photographies de ses voyages. Il s'initie également au cinéma, notamment lors de ses vacances à Collioure ou à Saint-Tropez. 

### Les voyages
Gustave Gain effectue plusieurs voyages à l'étranger, desquels il ramène des photographies. D'un voyage professionnel en Tunisie en 1909, il ramène une trentaine de vues stéréoscopiques des Tunisiens dans leur vie de tous les jours : des femmes voilées dans les rues de Tunis, des bergers dans des champs d'oliviers, etc. En 1914, il part avec son frère Louis au Turkestan russe, à la demande du gouvernement français. En effet, les travaux de Pierre et Marie Curie ont montré l'énorme potentiel de l'uranium, et, le gouvernement français souhaite vérifier si les gisements d'uranium découverts en Russie, dans la région de Ferghana, pourraient fournir du radium. L'approvisionnement en uranium était, en effet, une préoccupation majeure de  Marie Curie. Elle avait travaillé, en 1898, sur  de la pechblende  de la mine de Joasquimstahl en Bohème, mais il faut environ 10 tonnes de pechblende pour extraire 1g de radium.Tout au long des deux mois que dure l'expédition et des milliers de kilomètres parcourus, Gustave photographie. Les autochromes qu'il ramène de cette expédition sont les premières photographies en couleur de cette région du monde.

## Œuvres

### Expositions

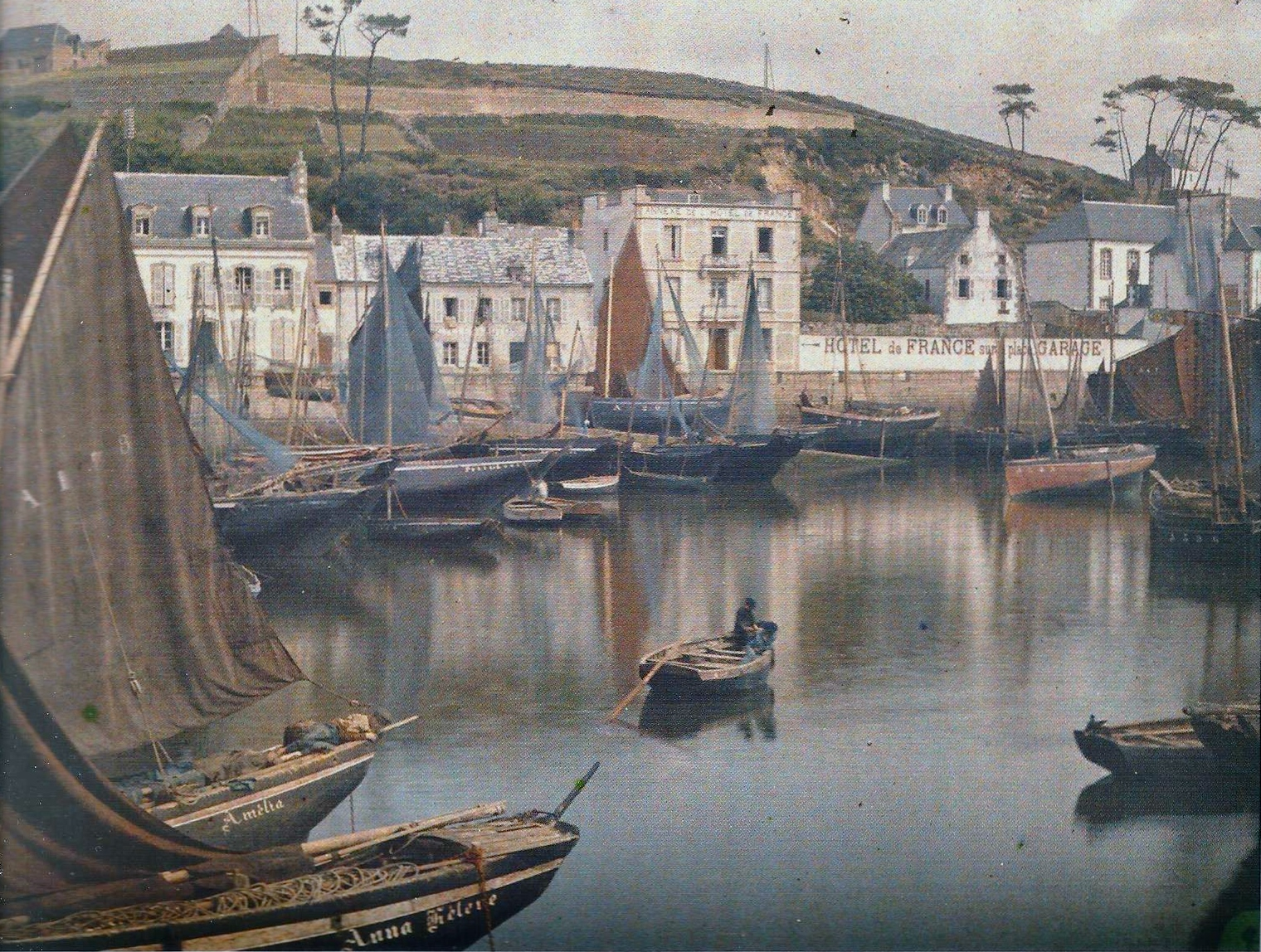
Le port d'Audierne vers 1900 (plaque autochrome de Gustave Gain, Archives départementales de la Manche).

La plupart de ses photos (plus de mille clichés) ont été déposées aux Archives départementales de la Manche. Certains autochromes ont été achetés par des musées régionaux comme le musée de Bretagne ou le musée de Normandie. Ce dernier a exposé au Château de Caen les autochromes concernant les plages de Normandie du 27 avril au 29 septembre 2013. Trois des photos ont fait l'objet d'un atelier d'écriture organisé par la médiathèque de Lisieux.
Les autochromes sur les plages de Bretagne ont été montrés lors de l'exposition Bretagne: voyage en couleurs- Photographies autochromes 1907-1929 organisée d'octobre 2009 à juillet 2010 au musée Albert Kahn de Boulogne-Billancourt,. Le festival photo de mer de Vannes de 2014 les a également exposées à la Porte Prison.
Une exposition consacrée à ses autochromes, Couleurs sensibles, a été organisée à Saint-Lô du 8 décembre 2007 au 29 mars 2008 et un livre éponyme a été publié à cette occasion. Elle a été représentée à l'abbaye du Vœu à Cherbourg-Octeville, du 30 juin au 1er septembre 2013. Les films sur Saint-Tropez et Collioure ont été déposés à l'Institut Jean Vigo de Perpignan où ils ont été numérisés. En 2017, les archives de la Manche ont rendu hommage à Jean-Baptiste Charcot en organisant une exposition Les Horizons polaires du Pourquoi Pas ? Les manchots aux pôles! qui exploite les fonds Gain (Gustave et Louis), Marin-Marie et Lucien Rudaux.